# Konjuša (Osečina)
Konjuša (Servisch cyrillisch Конјуша) is een plaats in de Servische gemeente Osečina. De plaats telt 143 inwoners (2002).